# 819 Barnardiana
819 Barnardiana је астероид главног астероидног појаса са средњом удаљеношћу од Сунца која износи 2,197 астрономских јединица (АЈ).
Апсолутна магнитуда астероида је 11,9 а геометријски албедо 0,165.
Име је добио по чувеном америчком астроному, Едварду Емерсону Барнарду.